# Нина Радуловић
Нина Радуловић (Београд, 15. мај 1986) српска је водитељка и бивша манекенка.

## Биографија
Нина Радуловић је рођена у Београду 15. маја 1986. године. Завршила је Факултет политичких наука Универзитета у Београду. Осим српског говори руски и енглески језик. Дана 16. октобра 2010. се удала за глумца Бранислава Лечића а 2011. добила сина Лава. Пар се развео 2016. године, након 5 година брака.

## Каријера
Заштитно је лице модне куће Алегра. Прво појављивање на телевизији је било када се такмичила на РТС у серијалу Европско лице 2007/2008. На Фокс телевизији је водила емисију Сурвивор - повратак у цивилизацију, потом је на Првој српској телевизији водила емисију Ексклузив. Године 2010. је учествовала на музичком фестивалу Сунчане скале где је певала песму Круг. Водитељску каријеру наставља 2012. на телевизији Пинк емисијом Тренутак истине.
Са колегом Владом Станојевићем је 2014. водила Пинк мјузик фестивал, као и дневну емисију "Сат два", а потом и емисију Браво шоу.
Након дуже медијске паузе, а по затварању Женске ТВ на којој је радила све до њеног затварања, у фебруару 2020. враћа се на РТВ Пинк овога пута у информативној редакцији и то у улози презентерке у информативним емисијама Национални дневник и Инфотоп